# Lonchura fuscata
El capuchino arrocero de Timor (Lonchura fuscata) es una especie de ave paseriforme de la familia Estrildidae. Es un pájaro pequeño, de unos 14 cm de largo, un pico color plateado, mejillas blancas, espalda café oscuro, patas rosadas y vientre blanco. La especie no presenta dimorfismo sexual.
Su apariencia recuerda al capuchino arrocero de Java aunque el capuchino de Timor es más pequeño y tiene diferentes colores en el plumaje. Se puede encontrar habitando en prados y tierras bajas de Timor Occidental, Semau y la Isla de Roti de Indonesia, y en Timor Oriental, abarcando en total unos 25.000 km². Su dieta consiste primordialmente en arroz y semillas.
Debido a que poco a poco ha ido perdiendo su hábitat, su tenencia en jaulas es ilegal. El capuchino de Timor, según la Lista Roja de la IUCN, está considerado como especie casi amenazada. Se estima que sobreviven más de 10.000 ejemplares[cita requerida].